# شورجة اله أمانلو
شورجة اله أمانلو (بالفارسية: شورجه اله‌امانلو) هي مستوطنة تقع في قسم تشاراويماق الجنوبي الغربي الريفي في إيران. يقدر عدد سكانها بـ 23 نسمة .